# New World Computing
A New World Computing Inc. egy amerikai számítógépes-játékkiadó és fejlesztő volt, melyet 1984-ben alapított Jon Van Canenghem, a felesége, Michaela, és Mark Caldwell. Legismertebb termékük a Might and Magic videojáték-sorozat, és spin-offjai, különösen a Heroes of Might and Magic. A céget 1996. július 10-én megvásárolta a 3DO az NTN-től (amely két évvel korábban vette meg) és egyik divíziójává tette.
2002. április 15-én pénzügyi gondok miatt a 3DO a New World Computing stábjának nagy részét szélnek eresztette. Hiába a karcsúsítások, az anyacég 2003-ban csődöt jelentett, a Might and Magic jogait pedig eladták a Ubisoftnak. Mivel a New World Computing nem volt önálló cég, a 3DO felszámolásával ugyanúgy megszűnt.

## Története

### Might and Magic
Jon Van Canenghem három éves fejlesztés után mutatta be a Might and Magic első részét 1986-ban, amely a cég első játéka volt. A rendkívüli sikerre tekintettel számos számítógépre és konzolra átportolták, valamint 1988-ban elkészülhetett a folytatás. 1991-ben érkezett a Might and Magic III, amelyet már kimondottan MS-DOS alá fejlesztettek és azt portolták más gépekre. Ez a játék vadonatúj játékmotort és 8 bites (256 színű) grafikát kapott. Ezt vitte tovább a negyedik és az ötödik epizód is, amelyek formabontó mdon egyetlen játékba (World of Xeen) voltak összefűzhetők, ha egyszerre voltak telepítve. Ez a játék 1994-ben megjelent CD-n is, méghozzá leszinkronizált párbeszédekkel és CD-minőségű zenével.
Öt év szünet után legközelebb 1998-ban jelentkezett a cég, a Might and Magic VI-tal, amely elsőként a sorozat történetében háromdimenziós grafikát használt és elsődlegesen Windowsra fejlesztették. Ezt gyors egymásutánban követte a hetedik és a nyolcadik epizód, ugyanazzal a grafikus motorral, de már a 3D gyorsítókártyák támogatásával. A nyolcadik részt 2001-ben PlayStation 2-re is megjelentették. Ugyanebben az évben készült el a Legends of Might and Magic, amely kezdetben egy online akció-szerepjátéknak indult, míg végül első személyű akciójáték nem lett belőle.
2002-ben kiadták a Might and Magic IX-et, új grafikus motorral, a Lithtech engine-jével. Ez volt a cég első teljes egészében 3D-s Might and Magic-játéka. Sajnos a fejlesztést elkapkodták, a játékot idő előtt adták ki, és a később érkező javítás sem hozott megoldás mindenre.
Csődje előtt a 3DO két másik játékot is fejlesztett, Crusaders of Might and Magic és Warriors of Might and Magic címmel. A New World Computingnak egyikhez sem volt köze.

### Heroes of Might and Magic
1990-ben a cég kiadta a King's Bounty címre hallgató körökre osztott taktikai szerepjátékot. Négy évvel később a játék alap mechanikáit megtartva és új alapokra helyezve készült el a Heroes of Might and Magic: A Strategic Quest. Sikerén felbátorodva a cég elkészítette a folytatást, amely 1997-ben jelent meg. Két évvel később a New World Computing bemutatta a harmadik részt, amely a legsikeresebb volt a sorozat tagjai közül, ideértve két kiegészítőjét is. 2000-2001 között hat különálló epizódból készült minisorozatot adtak ki a Heroes 3 grafikus motorjával, ez volt a Heroes Chronicles. 2001-ben Heroes of Might and Magic: Quest for the Dragon Bone Staff címmel kiadták PlayStation 2-re az eredeti King's Bounty felújított változatát.
2002-ben megjelent a Heroes of Might and Magic IV, amely ismét új alapokra helyezte a sorozatot, valamint két kiegészítője. A 2003-as "Winds of War" volt a cég által kiadott utolsó játék.

## Játékok
| Év   | Cím                                                        |
| ---- | ---------------------------------------------------------- |
| 1986 | Might and Magic: The Secret of the Inner Sanctum           |
| 1988 | Might and Magic II: Gates to Another World                 |
| 1989 | Nuclear War                                                |
| 1990 | King's Bounty                                              |
| 1990 | Tunnels & Trolls: Crusaders of Khazan                      |
| 1991 | The Faery Tale Adventure                                   |
| 1991 | Joe and Mac                                                |
| 1991 | Might and Magic III: Isles of Terra                        |
| 1991 | Planet's Edge                                              |
| 1992 | Might and Magic IV: Clouds of Xeen                         |
| 1992 | Spaceward Ho!                                              |
| 1993 | Empire Deluxe                                              |
| 1993 | Empire Deluxe Scenarios                                    |
| 1993 | Might and Magic V: Darkside of Xeen                        |
| 1994 | Hammer of the Gods                                         |
| 1994 | Inherit the Earth: Quest for the Orb                       |
| 1994 | Iron Cross                                                 |
| 1994 | Might and Magic: World of Xeen (enhanced CD)               |
| 1994 | Zephyr                                                     |
| 1995 | Anvil of Dawn                                              |
| 1995 | Heroes of Might and Magic                                  |
| 1995 | Multimedia Celebrity Poker                                 |
| 1995 | Swords of Xeen                                             |
| 1995 | Wetlands                                                   |
| 1995 | Mind Games                                                 |
| 1996 | Chaos Overlords                                            |
| 1996 | Empire II: The Art of War                                  |
| 1996 | Heroes of Might and Magic II: The Succession Wars          |
| 1996 | Spaceward Ho! IV                                           |
| 1996 | Wages of War                                               |
| 1997 | Heroes of Might and Magic II: The Price of Loyalty         |
| 1998 | Might and Magic VI: The Mandate of Heaven                  |
| 1999 | Arcomage                                                   |
| 1999 | Heroes of Might and Magic III                              |
| 1999 | Heroes of Might and Magic III: Armageddon's Blade          |
| 1999 | Might and Magic VII: For Blood and Honor                   |
| 1999 | Vegas Games 2000 / Vegas Games: Midnight Madness           |
| 2000 | Heroes Chronicles: Clash of the Dragons                    |
| 2000 | Heroes Chronicles: Conquest of the Underworld              |
| 2000 | Heroes Chronicles: Masters of the Elements                 |
| 2000 | Heroes Chronicles: Warlords of the Wastelands              |
| 2000 | Heroes Chronicles: The World Tree                          |
| 2000 | Heroes Chronicles: The Fiery Moon                          |
| 2000 | Heroes of Might and Magic III: The Shadow of Death         |
| 2000 | Might and Magic VIII: Day of the Destroyer                 |
| 2001 | Heroes Chronicles: The Final Chapters                      |
| 2001 | Heroes of Might and Magic: Quest for the Dragon Bone Staff |
| 2001 | Legends of Might and Magic                                 |
| 2002 | Heroes of Might and Magic IV                               |
| 2002 | Heroes of Might and Magic IV: The Gathering Storm          |
| 2002 | Might and Magic IX                                         |
| 2003 | Heroes of Might and Magic IV: Winds of War                 |

## Forráshivatkozások
1. ↑  3DO and New World Computing introduce Might and Magic VI; this year will prove to be Role Playing Gamers finest hour. - Free Online Library. web.archive.org, 2018. október 2. [2018. október 2-i dátummal az eredetiből archiválva]. (Hozzáférés: 2020. október 7.)
2. ↑  3DO and NTN Inc. Complete New World Computing Acquisition. - Free Online Library. web.archive.org, 2016. március 15. [2016. március 15-i dátummal az eredetiből archiválva]. (Hozzáférés: 2020. október 7.)
3. ↑  3DO cuts New World Computing staff (amerikai angol nyelven). GameSpot. (Hozzáférés: 2020. október 7.)
4. ↑  Becker, David: 3DO files for bankruptcy (angol nyelven). CNET. (Hozzáférés: 2020. október 7.)
5. ↑  Ubisoft casts new Might and Magic PC game (amerikai angol nyelven). GameSpot. (Hozzáférés: 2020. október 7.)
6. ↑  Might and Magic II: Gates to Another World (1988) release dates. MobyGames. (Hozzáférés: 2020. október 7.)
7. ↑  Archivált másolat. (Hozzáférés: 2021. február 12.)
8. ↑  Might and Magic: Darkside of Xeen (1993). MobyGames. (Hozzáférés: 2020. október 7.)
9. ↑  Gaming Age PC Review -- Might and Magic VII: For Blood and Honor. web.archive.org, 2009. január 16. [2009. január 16-i dátummal az eredetiből archiválva]. (Hozzáférés: 2020. október 7.)
10. ↑  Legends of Might and Magic (angol nyelven). GameSpot. (Hozzáférés: 2020. október 7.)
11. ↑  TELP's MM9. telp.org. (Hozzáférés: 2020. október 7.)

## Fordítás
- Ez a szócikk részben vagy egészben  a   New World Computing című angol Wikipédia-szócikk ezen változatának fordításán alapul.  Az eredeti cikk szerkesztőit annak laptörténete sorolja fel. Ez a jelzés csupán a megfogalmazás eredetét és a szerzői jogokat jelzi, nem szolgál a cikkben szereplő információk forrásmegjelöléseként.